# Paulette et son prince

Paulette et son prince est un court métrage diffusé en 1986.

## Synopsis
Paulette aime les belles histoires d'amour. Elle rêve du prince charmant. Quand, après bien des déboires, elle le rencontre enfin, le pauvre se prend pour Hamlet et la prend pour Ophélie. Il est triste et beau. Paulette est amoureuse. Mais est-il vraiment prince ? Paulette va le découvrir.

## Fiche technique
- Titre : Paulette et son prince
- Réalisation : Thierry Barrier
- Scénario : Thierry Barrier
- Photographie : Pascal Caubère
- Musique : Eryk Abescassis
- Durée : 13 minutes

## Distribution
- Marie Trintignant
- Alexis Desseaux
- Caroline Appéré